# E-Life
Pour les articles homonymes, voir Oliveira.
Elvis de Oliveira, plus connu sous son nom de scène E-Life, est un rappeur néerlandais, originaire de Rotterdam. Il rappe principalement en anglais. Il intervient également en donnant sa voix sur des compositions gabbers.

## Carrière
E-Life commence sa carrière au sein du duo de rap Dope Syndicate, avec DJ Raw Deal. Le départ pour les États-Unis de ce dernier en 1995 laisse E-Life seul devant le micro. Il lance alors sa carrière solo, tournant dans toute l'Europe. Son premier single, Stacked With Honors, sort en 1996 et reçoit un très bon accueil sur les radios, sans toutefois atteindre le Nederlandse Top 40. Le titre n'en est pas moins nommé aux TMF Awards de 1997 dans la catégorie « meilleure chanson hip-hop », ce qui permet à E-Life de collaborer avec LL Cool J, Snoop Doggy Dogg, Ice Cube, le Wu-Tang Clan, Public Enemy, Blackstreet et Run DMC.
Son deuxième single, More Days To Come (1998), reste à ce jour son plus grand succès, avec une sixième place au Nederlandse Top 40. Les singles suivants, I Wonder Why et In Doubt '99, sortis en 1999, n'entrent pas dans le classement des meilleures ventes, tandis que K.I.T.A. (Bring It On) ne reste que deux semaines dans le classement, en 2002.
Son deuxième album, E=MC², sort dans toute l'Europe, avec des contributions de Michael Franti et du groupe Postmen (en). Il est connu pour son rôle de DJ sur la radio Juize (nl), et son rôle de co-animateur du talk-show de Tom Rhodes Kevin Masters Late Night, diffusé sur l'ancienne chaîne de télévision néerlandaise Yorin (en) entre 2002 et 2004.
Depuis 2011, il donne de la voix sur certaines compositions du DJ gabber Evil Activities.

## Discographie
Albums
- 1999 - Eleven
- 2002 - E=MC²

Singles
- 1996 - Stacked With Honors
- 1998 - More Days To Come
- 1999 - I Wonder Why
- 1999 - In Doubt '99
- 2002 - K.I.T.A. (Bring It On)
- 2002 - Watch me
- 2011 - Broken (ft. Endymion & Evil Activities)
- 2012 - Hardshock (Official Hardshock Festival 2012 Anthem, ft. Evil Activities)
- 2012 - World Of Madness (Defqon.1 2012 O.S.T., ft. Evil Activities)
- 2014 - Devotion (avec Tuneboy)
- 2014 - Outta Control (Angerfist, avec Evil Activities & E-Life)